# Raoul Pighetti de Rivasso
Raoul Pighetti de Rivasso, né à Marseille le 6 février 1872 et mort à Amiens le 30 octobre 1914, est un officier et écrivain français.

## Biographie

### Origines
Jules Édouard Marie Raoul Pighetti de Rivasso est le fils d’Adolphe Pighetti, comte de Rivasso, et de Blanche Bernex, marié le 5 octobre 1903 à Versailles (Yvelines), avec Pauline de Lambert des Champs de Morel, d'où notamment Stéphane Pighetti de Rivasso. Il est le neveu de Jules Pighetti, comte de Rivasso et le cousin germain de Henri Berlier de Vauplane. 
La famille Pighetti de Rivasso est une famille d’origine italienne naturalisée française en 1830. Créés comte d’Empire par Charles-Quint par lettre patentes de 1533. Sous le règne de Louis XIV, Barthélémy Edouard Pighetti est accrédité à la cour de Versailles en qualité d’ambassadeur du duc de Parme. Ce dernier reçoit le titre de « comte militaire du sacré Palais du Latran et chevalier d’Or » de Rivasso, tiré du fief situé dans le duché de Plaisance par Ranuccio Farnèse, duc de Parme en 1686. C’est à partir de ce moment que la famille s’installe en France. 
Par un jugement du tribunal civil de Toulon du 22 mars 1860, la famille Pighetti est autorisée à inscrire sur l’état civil le titre de comte.

### Carrière
Après Saint-Cyr (1891-1893), Raoul Pighetti de Rivasso est nommé sous-lieutenant au 27e bataillon de chasseurs alpins. 
En même temps que sa carrière militaire, Pighetti est aussi critique littéraire au Soleil, mais il rédige aussi de nombreux articles sur l’armée et la politique extérieure au Figaro. 
Son séjour en Algérie lui inspire son roman Nedjma, décrivant les coutumes arabes sur fond de drame. Il écrit surtout des pièces de théâtre comme Viliers aux bois, autour de la guerre de 1870, ou encore le Petit vitrier, ainsi que Le Mur, où il met en scène le drame social et le drame intime, et Sidi Brahim, qui relate l’épopée d’Abdelkader. 
Essayiste, il rédige un essai sur Paul Bourget, L’unité d’une pensée, où il analyse l’œuvre entière de Bourget et son influence sur ses contemporains, préfacé par Maurice Barrès. 
Son œuvre littéraire a été primée par l’Académie française par le prix Marcelin-Guérin. 

### Première Guerre mondiale
Le 2e bataillon de chasseurs était surnommé par le général de Castelnau « ma vieille garde ».
Blessé une première fois en août 1914, Raoul Pighetti de Rivasso est nommé commandant de bataillon le 3 septembre 1914. Blessé une deuxième fois au début octobre 1914, puis une troisième fois, il revient sur le front sans attendre sa guérison, et est blessé mortellement une quatrième fois à Monchy le 23 octobre, touché par un shrapnel. Il est évacué à l’arrière, où sa femme et son jeune fils le retrouvent, ainsi que les officiers de son unité, avant qu’il ne meurt le 30 octobre 1914 à l’hôpital d’Amiens. La scène est racontée dans Le Mémorial, décrivant ces derniers instants et paroles. Il est enterré à Versailles.  
Chevalier de la Légion d’honneur et cité trois fois à l’ordre du jour pour actions d’éclat, croix de guerre 1914–1918. 
Il reçoit la médaille Barrès des écrivains morts pour la patrie. 
Une stèle lui est dédiée dans la forêt des écrivains combattants et son nom figure parmi la liste des écrivains au Panthéon.  

## Œuvres
- L’unité de la pensée, essai ;
- Viliers aux bois, théatre ;
- Nedjma, roman ;
- Le petit vitrier, théâtre ;
- Sidi Brahim, théâtre.